# Jugi (stacja kolejowa)
Jugi (ros. Юги) – stacja kolejowa w miejscowości Jugi, w rejonie wołchowskim, w obwodzie leningradzkim, w Rosji. Położona jest na linii Wołchow - Murmańsk.